# Lidewijde Paris
Lidewijde Paris (Emmen, 1962) is een Nederlands schrijfster en voormalig journaliste, redactrice en uitgeefster.

## Biografie
Paris groeide op in Hazerswoude-Dorp. Ze studeerde Nederlandse taal en literatuur aan de Universiteit Utrecht. Daarnaast behaalde ze een bachelor aan de Hogeschool voor de Kunsten in Utrecht. Vervolgens ging ze aan de slag als journaliste bij NRC Handelsblad. Later werkte ze jaren als uitgever bij uitgeverijen als Querido, Ailantus en Nieuw Amsterdam.
In 2016 richtte Paris De Lees!ambassade op om het literaire lezen te promoten. Vanaf 2017 is zij ook werkzaam als radiopresentator bij AVROTROS en vanaf 2018 als boekenrecensent op de radio bij Nieuwsweekend (Omroep MAX). Daarnaast heeft Paris boeken geschreven.
In de zomer van 2021 was Paris eenmalig te zien in de spelshow De Slimste Mens van KRO-NCRV.